# 925
Cette page concerne l'année 925  du calendrier julien. Pour l'année 925 av. J.-C., voir 925 av. J.-C.
L'année 925 est une année commune qui commence un samedi.

## Événements
- L'idrisside al-Hasan, dit Al-Hajjam, entre secrètement à Fès et se fait proclamer émir. Le gouverneur kutama Rîhan s'enfuit. De nombreuses tribus berbères de l'actuel Maroc rejoignent la révolte contre les Fatimides ; Al Haddjam marche contre le gouverneur Musa Ibn Abi-l-'Afya. Minhal, fils de Afya et deux mille Meknassa sont tués dans la bataille. Rentré à Fès, Al-Hajjam est trahi et fait prisonnier par le chef des Aurébas et meurt en tentant de s'évader sur les murailles de la ville. Ses frères se maintiennent dans le Rif[1].

### Europe
- Mars : négociations de paix entre le roi Raoul de France et les seigneurs lorrains Gislebert de Lotharingie et Otton de Verdun, par la médiation de Hugues le Grand et d’Herbert de Vermandois. Le roi se rend à Cambrai puis sur les rives de la Meuse où il reçoit l’hommage des seigneurs lorrains. Il est à Laon le 6 avril et le 30 mai à Arciat, sur la Saône. Après son départ le roi Henri de Germanie envahit la Lorraine, prend Zülpich et force Gislebert à le reconnaitre pour suzerain[2].

- 2 mai : l'abbaye de Saint-Gall est attaquée par les Hongrois[3].
- Mai : les Normands de Rollon, ayant rompu la trêve, envahissent l'Amiénois et le Beauvaisis. Amiens et Arras sont incendiées, mais Noyon résiste. Pendant ce temps les habitants du Bessin et du Parisis, vassaux de Hugues le Grand, attaquent les Normands dans leurs territoires du Vexin et du Roumois, ce qui provoque la retraite de Rollon[2].

- 26 juin : martyre du prisonnier galicien Pélage à Cordoue[4].

- 4 juillet : raid arabe à Oria, en Apulie[5].
- Juillet : le roi Raoul de France est à Autun. Il réunit ses vassaux pour attaquer les Normands de Rollon qui se réfugient dans le château d'Eu, qui est assiégé et pris par les Francs[2].

- 12 août - 8 septembre : mort de Fruela II. Son neveu Alphonse IV le Moine devient roi de León et des Asturies (fin du règne en 927). Son frère Sancho Ordóñez lui dispute le trône ; il se maintient en Galice[6].
- Août : Hugues le Grand conclut un accord avec les Normands[2].

- 1er septembre : mort de l'archevêque de Reims Sioux (Séulf), Herbert II de Vermandois fait élire son fils de cinq ans Hugues pour lui succéder, ce qui provoquera sa brouille avec le roi Raoul de France[7]. Herbert dispose de tous les revenus attachés à sa charge. Il possède d’immenses territoires d’Auxerre au sud à l’Artois au nord.

- 10 décembre[8] : à la mort de Sanche de Pampelune, son fils García hérite de la Navarre. Le comté d’Aragon est rattaché à la Navarre par son mariage avec Andregoto Galíndez.
- 25 décembre : les Normands attaquent Arras[9].
  - Les Normands de Rollon pillent le Ponthieu et l'Artois[10]. Le roi Raoul de France intervient[7]. Battu en janvier 926, il leur verse un tribut.
- Vers la fin de l'année Henri Ier de Saxe rattache la Lotharingie, séparée de la Francie occidentale, à son royaume de Germanie[11]. Il nomme Gilbert, fils de Reginar, duc de Lotharingie en 928.

- Le duc Tomislav est couronné roi des Croates avec l'assentiment du pape Jean X (fin en 928)[12]. Il étend son pouvoir à la Croatie centrale, la Slavonie, la Dalmatie et la majeure partie de la Bosnie. Le royaume croate est indépendant pendant deux siècles
- Albéric Ier de Spolète, époux de Marozie Ire, entre en conflit avec le pape Jean X. Il appelle à l'aide les Hongrois et est massacré par la foule romaine. Marozie Ire épouse Guy de Toscane quelque temps après[13].
- Les Sarrasins pillent Fréjus[14].
- Raid viking près d’Étampes[15].
- On frappe monnaie à Brioude au nom de Guillaume d’Aquitaine et d’Auvergne[16].